# ياران (مقاطعة دالاهو)
ياران (بالفارسية: یاران) هي قرية تقع في قسم بان‌زرده الريفي (مقاطعة دالاهو) في إيران. يقدر عدد سكانها بـ 179 نسمة بحسب إحصاء 2016.